# Chaparangue

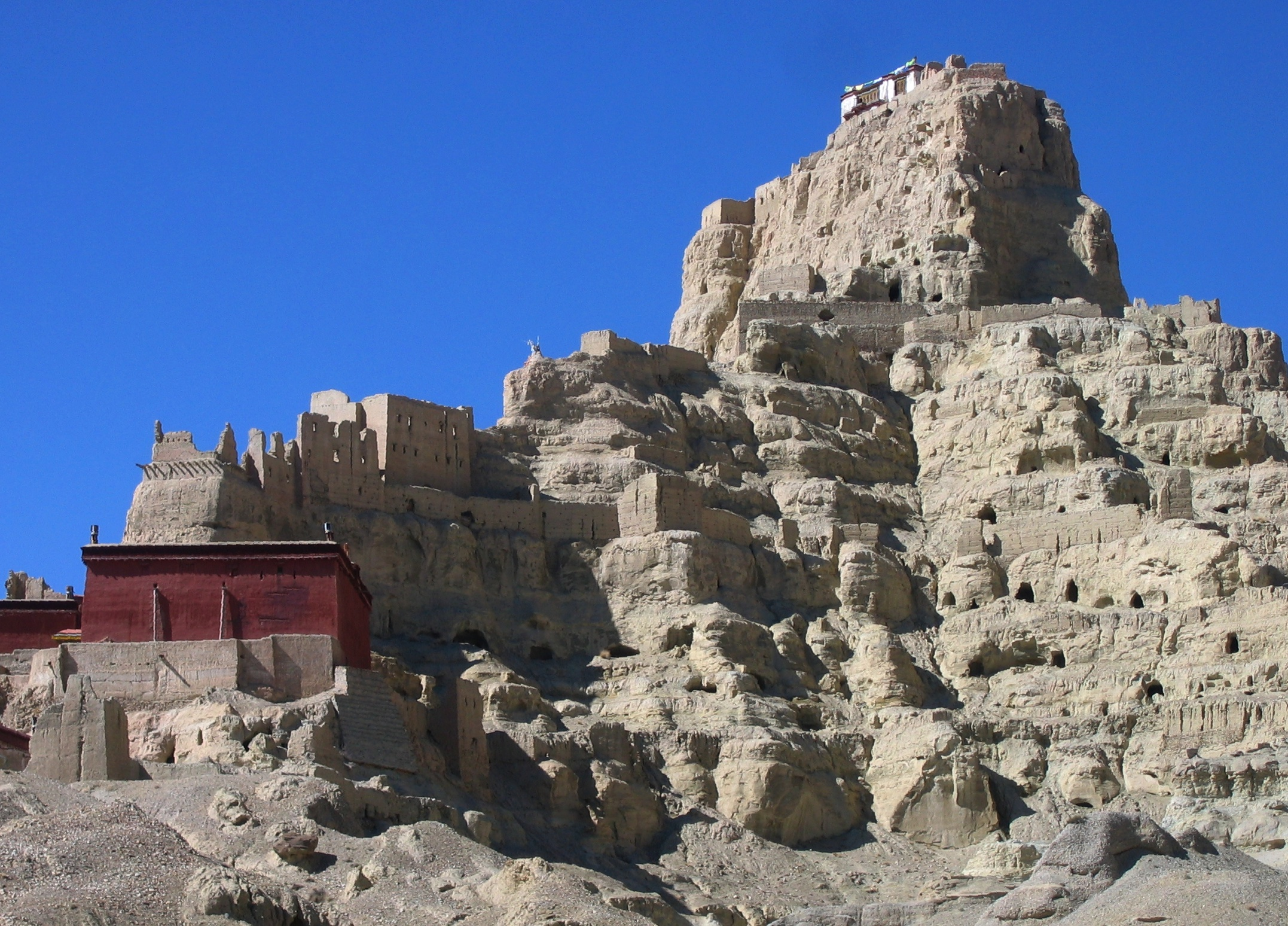
Ruínas de Chaparangue

Chaparangue ou Tsaparang foi a capital do antigo reino de Guge no vale de Garuda, onde corre o alto Sutle, na província de Ngari, Tibete Ocidental, relativamente perto da fronteira com o Ladaque. Está situado a 278 km a oeste de Shiquanhe (conhecida também como Ali, pelo seu nome chinês) e 26 km a oeste do mosteiro de Thöling do século XI, e a oeste do Monte Kailash e do Lago Manasarovar. Fica perto do mosteiro Bön de Gurugem.
Chaparangue é uma imensa fortaleza, situada no alto de uma rocha em forma de pirâmide com uma altura de 150 a 200 m no cimo de um longo e estreito esporão. Contém muitos túneis e cavernas que foram esculpidos na rocha. A seus pés, encontrava-se uma pequena vila. Acima  havia dois templos públicos — o  Lhakhang Marpo (a capela vermelha) e o  Lhakhang Karpo (a capela branca), e os alojamentos monásticos. Mais acima, subindo-se por uma escada de pedra em espiral num túnel, encontrava-se  os alojamentos reais, e no topo, o palácio de verão.

## História
Segundo algumas fontes, Chaparangue tornou-se a capital do reino de Guge por intermédio de Namde Wosung, um dos filhos de Langdharma (838-841), um rei antibudista do Tibete, depois deste ter sido assassinado. O Tibete era compostos de vários reinos independentes, muitas vezes em guerra uns contra os outros. Outras fontes dizem que os dois netos do filho de Langdharma fugiram para o oeste do Tibete em torno do ano 919. O mais velho, Nyima Gon, estabeleceu-se em Purang e conquistou uma grande área, incluindo o Ladaque e partes de Spiti. Depois da sua morte, o seu reino foi dividido entre os seus 3 filhos em 3 reinos, Guge, Purang, e Maryul.
O Guge controlava uma antiga rota comercial entre a Índia e o Tibete. Surgiu na região anteriormente conhecida como Zhangzhung e tornou-se uma importante potência regional no século X.
No século XI, o rei Yeshe O, trabalhando com o famoso tradutor sânscrito, Rinchen Zangpo ("O Grande Tradutor"), e o mestre indiano Atisha, reintroduziram o Budismo no Tibete ocidental. logo Chaparangue e Tholing foram construídos, juntamente com outros templos e mosteiros. A influência do reino Guge, particularmente o centro monástico de Tholing, foi sentida a partir de Caxemira até Assam." (No século XI, o Rei Yeshe O com a colaboração do famosos tradutor do sânscrito, Rinchen Zangpo ("o grande tradutor") e, do mestre indiano Atisha, reintroduziu o Budismo  no Tibete ocidental. Logo Chaparangue e Tholing, construídos em barro, foram edificados, além de outros templos e mosteiros. A Influência do Reino Guge, particularmente a do centro monástico de Tholing, fez-se sentir do Caxemira até o Assam")
Em agosto de 1624, um padre e um frei jesuítas, António de Andrade e Manuel Marques, procurando o país onde, pretendia-se, existiam antigas comunidades cristãs, chegam a Chaparangue.. Do rei de Guge obtiveram a autorização de pregar em seu reino. Voltaram para lá o verão seguinte, e construíram uma igreja ao pé da cidadela. Uma outra missão foi inaugurado em Rudok a 200 km de distância. Eleito superior em Goa Antonio de Andrade deixou Chaparangue em 1630, pouco antes de o rei ser deposto. Transtornos seguiram que acabaram com a Missão.
Em 1640, Manuel Marques tentou voltar a Chaparangue mas foi feito prisioneiro. Até 1641 um padre jesuíta permaneceu em Srinagar (Garhwal) para negociar a sua libertação, mas sem sucesso . Não houve mais notícias dele.
Apesar dos severos danos causados pelas Guardas Vermelhas durante a Revolução Cultural, que destruiu a maioria das estátuas e pinturas murais nas duas capelas, muitos {{Afresco|frescos]] magníficos sobreviveram.